# Antiguo convento de San Pablo (Oaxaca)
El antiguo convento de San Pablo fue el primer convento de la orden de los dominicos fundado en la ciudad de Oaxaca, México. Fue nacionalizado a raíz de la llamadas Leyes de Reforma en 1860. La apertura de una calle en 1862 causó daños a la parte posterior del edificio. A partir de este mismo año, se fraccionaron y vendieron los restos a particulares. Fue recuperado y restaurado entre 2006 y 2011. Actualmente es un espacio cultural operado por la Fundación Alfredo Harp Helú Oaxaca, A.C.

## Significado y valor del edificio y lugar
El sitio del antiguo convento de San Pablo contiene la primera evidencia de la ocupación humana en el área de la ciudad de Oaxaca. En el subsuelo se encontraron restos de un edificio, piezas de cerámica y entierros elaborados que datan de la fase Formativo Tardío o Preclásico Tardío (600 a. C. a 200 d. C.). Estos restos parecen indicar una ocupación justo antes y durante la primera etapa urbana de la cercana ciudad arqueológica de Monte Albán.
San Pablo fue el primer convento de la ciudad de Oaxaca. La presencia de los dominicos en Oaxaca se inició con la visita de fray Bernardino de Minaya y la donación de terrenos a la orden religiosa en 1529 d. C. En 1547, la fundación es reconocida formalmente como priorato por la orden dominica. 
De 1529 a 1757 d. C., San Pablo fungió como parroquia de la población indígena que vivía en los pueblos en los alrededores de la ciudad. En un inicio fue la parroquia de toda la población indígena del llamado Marquesado de Hernán Cortés, pero después de la construcción de otros conventos (Etla, Cuilapan), San Pablo administró a la población de Santa María Oaxaca (hoy El Marquesado), Xochimilco y Mexicapan.
Durante el siglo XVI, San Pablo fue un centro de actividades protoacadémicos. Desde San Pablo, la orden coordinó el estudio de las lenguas mixteco, zapoteco y nahuatl. Este esfuerzo resultó en la publicación de varias destacadas obras lingüísticas.  El ‘protomédico’ Francisco Hernández de Toledo se apoyó en la red de conventos dominicos coordinados desde San Pablo para sus estudios de la naturaleza de la Nueva España.  El urbanista Luis de León Romano, quien dio forma a la ciudad de Oaxaca hacia mediados del siglo XVI (también fue el fundador de la ciudad de Morelia), fue enterrado en el convento.

### Primera etapa.
A mediados de 1529, Juan Peláez de Berrio, enviado por la Primera Audiencia de la Nueva España, trazó la villa española de Antequera con la ayuda del albañil y júmetro (geómetro) Alonso García Bravo. Inicialmente, cada manzana estaba dividida en cuatro solares. La población indígena, mayoritariamente náhuatl hablante, fue desplazada a la zona conocida más tarde como Santa María Oaxaca, en las afueras de la villa española. Los españoles derribaron la mayoría de las casas y trazaron la plaza de las armas como el nuevo centro del asentamiento.  A una cuadra de la plaza, Juan Peláez de Berrio asignó tres manzanas entre las actuales calles de Independencia e Hidalgo a los dominicos. 
En esta donación de terrenos estuvieron presentes el diácono fray Gonzalo Lucero (llegado en 1526 a la Nueva España) y fray Bernardino de Minaya (llegado en 1528). Desde Antequera, Minaya visitó Yanhuitlán donde bautizó a los gobernantes mixtecos. Fray Gonzalo Lucero se quedó en Antequera como vicario. El objeto de su labor evangélica fue la población indígena del Marquesado de Hernán Cortés. 
Hasta mediados de la década de 1540, el avance de la construcción de una casa fue mínimo. Los dominicos se quejaron en repetidas ocasiones de la falta de apoyo. En las décadas posteriores se terminó un primer convento. Ya en 1556, los dominicos comenzaron a adquirir seis manzanas al norte de la ciudad para construir allí un nuevo convento más grande y mejor edificado. En el convenio con la ciudad sobre la adquisición de estos terrenos, los dominicos regresaron una manzana de la primitiva donación a la ciudad.  Hasta 1608, San Pablo siguió siendo el principal convento de los dominicos en Oaxaca. En él se estudiaron las principales lenguas indígenas: el mixteco, el zapoteco y el náhuatl. También hubo una casa de novicios.
En 1604, un temblor derribó la casa de novicios, por lo que éstos pasaron temporalmente al convento nuevo de Cuilapan, hasta que finalizara la construcción  del nuevo Convento de Santo Domingo. En 1608, otro temblor destruyó lo demás del convento, por lo que los frailes optaron por mudarse definitivamente al nuevo convento de Santo Domingo.

### Reconstrucción en los siglosXVIIyXVIII
A partir de 1617, el provincial de los dominicos, fray Diego de Acevedo, comenzó la reconstrucción de la iglesia. Aprovechando los antiguos muros aún en pie, construyó una serie de arcos al interior -creando ocho capillas laterales- los cuales soportaron una bóveda de piedra. El provincial también mandó hacer un nuevo retablo dedicado a Santo Domingo de Soriano, cuyo culto se estaba haciendo muy popular en esta época.
A partir de 1649, el provincial fray Francisco de Burgoa comenzó la construcción de un nuevo convento, ampliando la traza de la primera edificación. Burgoa puso a fray Nicolás de Rojas al frente de la parroquia. De su mano fueron las quintillas en la lengua nahuatl -actualmente perdidas- para las procesiones semanales de la población indígena.
Por la constante falta de fondos, los dominicos se vieron forzados a vender, poco a poco, toda la huerta a compradores particulares, con la excepción de un pequeño patio en la parte norte (hoy el Parque San Pablo). Habiendo agotado la huerta, los frailes vendieron las esquinas del atrio, donde particulares construyeron siete casas. Este proceso dejó sólo tres callejones angostos en forma de T que daban acceso al convento y a templo. 
En 1696, otro temblor hizo colapsar la bóveda de piedra y dañó los retablos de la iglesia. Durante las reparaciones, se añadió la capilla del Rosario en el costado sur de la iglesia. En 1725, el maestro carpintero Antonio Luis construyó un nuevo techo de vigas sobre la iglesia. Se reabrió el templo al culto el 21 de noviembre de 1728.

### Perdición
Debido a la competencia por el control de la población indígena, la relación entre el clero secular y regular era tenso desde mediados del siglo XVI. Durante el siglo XVIII, estas tensiones culminaron en conflictos por el control de las parroquias en que los dominicos fueron perdiendo terreno. Entre 1705 y 1776, el número de parroquias administradas por la orden en la provincia de San Hipólito (Oaxaca) bajó de 45 a 23. La orden logró conservar el convento de San Pablo, pero perdió la parroquia en 1757.  Los pueblos anteriormente administrados desde San Pablo se vieron forzados a construir iglesias en sus respectivos centros. La pila bautismal y el archivo parroquial pasaron a la iglesia de Santa María del Marquesado. En 1770, el convento contaba aún con doce frailes.  En 1792, el convento tenía aún 131 casas rentadas en la ciudad de Oaxaca, de las cuales cobraba 11,500 pesos anualmente.
En 1834, el gobierno del estado de Oaxaca solicitó la mayor parte del convento para mudar allí el Instituto de Ciencias y Artes, fundado en 1826 en una casa vecina.  En este año fue su rector Benito Juárez. Poco años después, en 1848, Juárez -siendo gobernador- mandó a Sabalkansky a hacer un plano de la ciudad de Oaxaca, en que figura la única representación histórico de la fachada del convento. 

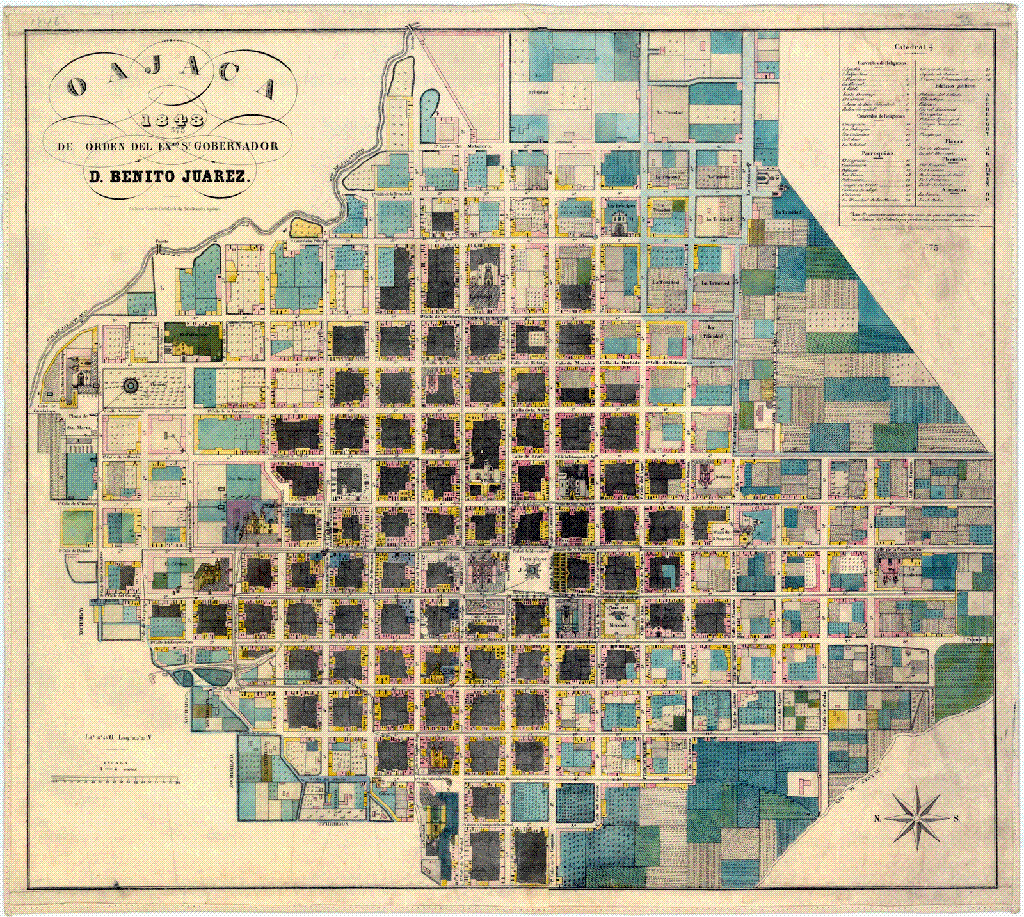
Mapa hecho por encargo de Benito Juárez y que muestra el convento de San Pablo anterior a la apertura de la primera calle de Fiallo.

En junio de 1856, Juárez, de nuevo gobernador de Oaxaca, solicitó el desalojo completo del convento para el Instituto. En este momento radicó sólo un fraile en el convento. Los dominicos se opusieron. 
En 1860, a raíz de la Ley Lerdo (1856), de la Ley de la nacionalización de los bienes eclesiásticos (1859) y de la Ley de exclaustración de monjas y frailes (1859), se nacionalizó el convento de San Pablo y su biblioteca, junto con todos los demás conventos y todas las propiedades de la diócesis. El Instituto se pasó al también nacionalizado Seminario de la Santa Cruz y el convento de San Pablo quedó abandonado. En 1862, en un momento de calma en la guerra contra Francia, el municipio de Oaxaca decidió abrir una calle atravesando el terreno del convento, conectando las actuales calles de Reforma y Fiallo.  Para lograr este propósito, se demolió la conexión entre el primer y segundo claustro, además del ábside del templo y una casa en la antigua huerta. Se cerraron los originales callejones de acceso al convento. En el mismo año, el gobierno nacional accedió a vender los restos del convento e iglesia a particulares para crear fondos para el Instituto.  Sin embargo, la inestabilidad política no permitió avanzar en este tema. 
El segundo claustro fue adquirido en 1895 por la primera iglesia Metodista (hoy Presbiteriana) de Oaxaca.  Alrededor de la misma fecha, se colocaron fachadas frente a las ruinas del convento por los dos lados de la nueva calle de Fiallo. Durante el siglo XX, cada propietario añadió y remodeló a su gusto la parte del convento que había adquirido. Al iniciarse el siglo XXI, el convento se había perdido completamente de la vista pública.

## Recuperación y restauración
En 2005, el atrio del templo era un estacionamiento techado para automóviles. La nave de la iglesia estaba ocupada por una casa particular. Parte del claustro se había convertido, mediante una gran cantidad de construcción nueva, en un hotel de 21 habitaciones. Otras partes del convento existían al interior de casas particulares. En un proyecto ambicioso, la Fundación Alfredo Harp Helú Oaxaca. A.C. invirtió, entre 2006 y 2011, 186 millones de pesos en adquirir varias partes separadas del convento, retirar las construcciones del siglo XX y restaurar el atrio, claustro, primera parte del templo y Capilla del Rosario a su estado original. Para este proyecto de recuperación -el más complejo llevado a cabo en Oaxaca- se formó un equipo multidisciplinario, en que colaboraron arqueólogos, antropólogos físicos, historiadores y restauradores de arquitectura y de pintura y bienes muebles. El arquitecto mexicano Mauricio Rocha Iturbide diseño varias intervenciones contemporáneas precisas que garantizan un uso moderno para el edificio mutilado. En la Capilla del Rosario se colocó el retablo barroco del siglo XVIII de la Virgen del Rosario, proveniente de la localidad de Santa María Xochixtepec, restaurado por el Centro INAH Oaxaca en el proyecto de "Restauración de los tres retablos provenientes de Santa María Xochixtepec, Villa Alta, Oaxaca" bajo la coordinación de la restauradora, Fernanda Martínez Camacho. El maestro Francisco Toledo creó varios elementos especiales (vidrios y rejas de acceso) para el proyecto. 

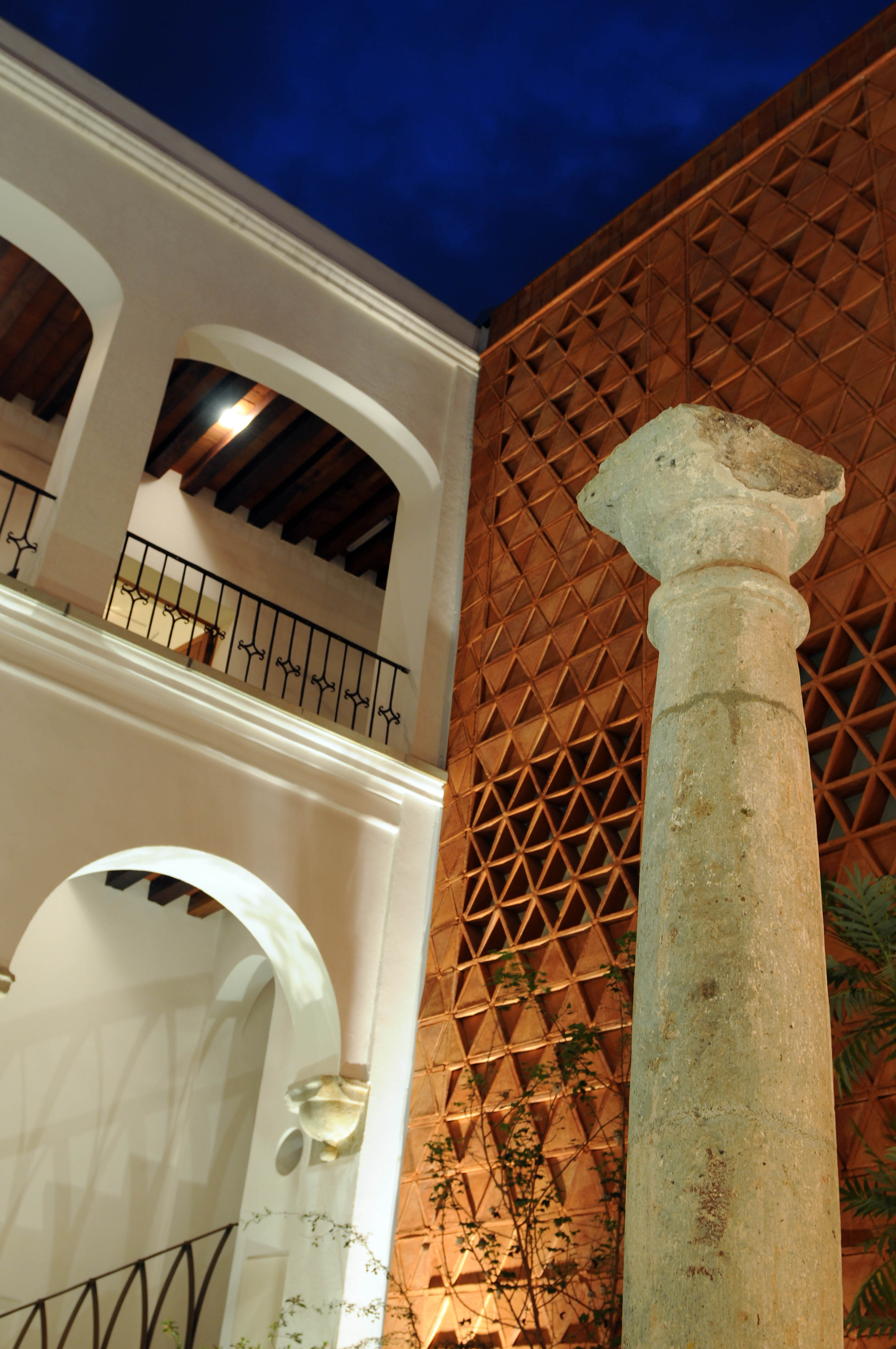
Museo Textil de Oaxaca.

Desde noviembre de 2011, el convento y sus anexos fungen como la sede la Fundación Alfredo Harp Helú Oaxaca, A.C., la Biblioteca de Investigación Juan de Córdova y el Museo Textil de Oaxaca. El Centro Académico y Cultural San Pablo tiene la misión de difundir las labores de estas y otras instituciones que conforman la Fundación Alfredo Harp Helú Oaxaca, A.C. así como impulsar proyectos educativos y culturales. En el año de 2012, el proyecto  de recuperación ganó el Premio "Obra del Año 2012" en la categoría 'Restauración e Intervenciones' por parte de la Revista Obras del Grupo Expansión y el Premio "Francisco de la Maza" 2012 del Instituto Nacional de Antropología e Historia por el 'Mejor Trabajo de Conservación del Patrimonio Arquitectónico y Urbanístico'. En el año de 2013 ganó el Premio Obras CEMEX en la categoría de Impacto Social.